# Władysław Kowalski (1895–1971)

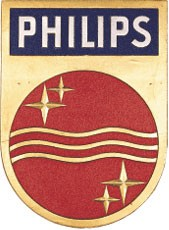
Logo firmy Philips (1938)

Władysław Kowalski (ur. 25 września 1895 w Kijowie, zm. 3 lutego 1971 w Jad Mordechaj w Izraelu) – Sprawiedliwy wśród Narodów Świata, który uratował ponad 50 osób, kawaler Orderu Virtuti Militari, pozbawiony stopnia kapitana piechoty i wydalony z korpusu oficerów Wojska Polskiego.

## Życiorys

### Pochodzenie
Urodził się 25 września 1895 w Kijowie. Ojciec był zrusyfikowany, matka Litwnką, a dziadek powstańcem styczniowym i zesłańcem na Sybir. W wieku sześciu lat został wysłany do Petersburga na wychowanie i kształcenie w domu Pawła Nikołajewicza Ignatiewa, późniejszego ministra edukacji publicznej. Ukończył sześć klas Gimnazjum Cesarza Piotra Wielkiego i dwuletni kurs rolniczy. W maju 1915 wstąpił do Preobrażeńskiego Pułku Lejbgwardii, którego dowódcą był generał major Nikołaj Nikołajewicz Ignatiew, brat Pawła. Walczył na froncie przeciwko Niemcom. Dopiero w 1917 w Mińsku został uświadomiony narodowo przez księcia Stanisława Światopełka-Mirskiego. W tym samym roku wstąpił do I Korpusu Polskiego w Rosji, chociaż po polsku potrafił wówczas powiedzieć „co” i „proszę”. W czerwcu 1918, po demobilizacji korpusu, przyjechał do Warszawy i został członkiem Polskiej Organizacji Wojskowej.
Rodzina Władysława Kowalskiego wywodziła się ze szlachty. Jego rodzice zostali zamordowani w 1917 r. przez bolszewików. Kowalski otrzymał wykształcenie, które, zależnie od źródeł, pozwoliło mu zostać inżynierem lub urzędnikiem.
29 listopada 1919 został przyjęty do Wojska Polskiego z byłych Korpusów Wschodnich i byłej armii rosyjskiej, powołany z poboru do armii czynnej na czas wojny, z zatwierdzeniem posiadanego stopnia porucznika, zaliczony do Rezerwy armii i przydzielony do dyspozycji Frontu Pomorskiego. Po zakończeniu działań wojennych został zatrzymany w służbie w 48 pułku piechoty w Stanisławowie jako oficer rezerwy. W 1924 był słuchaczem sześciotygodniowego kursu metodyczno-praktycznego przy Dowództwie Okręgu Korpusu Nr VI we Lwowie. 23 sierpnia 1924 został przemianowany z dniem 1 lipca 1924 na oficera zawodowego w stopniu kapitana ze starszeństwem z 1 lipca 1919 i 7. lokatą w korpusie oficerów piechoty. W tym samym roku był przydzielony do Korpusu Kadetów Nr 2 w Modlinie. W roku szkolnym 1925/26 pełnił służbę na stanowisku wykładowcy, a później wrócił do 48 pp. W 1928 dowodził 3. kompanią. 19 kwietnia 1929 w Borszczowie przyjął od porucznika Kazimierza Galińskiego obowiązki powiatowego komendanta Wychowania Fizycznego i Przysposobienia Wojskowego. W listopadzie 1930 został zawieszony w czynnościach służbowych, w styczniu 1931 zwolniony z zajmowanego stanowiska w 48 pp, a 15 listopada 1932 oddany do dyspozycji dowódcy Okręgu Korpusu Nr VI. Pozostawał w związku z Krystyną Boral, żoną po lekarzu, z którą miał dziecko.
Wyrokami Wojskowego Sądu Okręgowego Nr VI we Lwowie, sygn. akt KO. 292/30 z 26 maja 1933 i Najwyższego Sądu Wojskowego w Warszawie, sygn. akt R.325/33 z 23 listopada 1933 kapitan Kowalski został skazany na karę dzięciu miesięcy więzienia i wydalenie z korpusu oficerskiego za występki przywłaszczenia i fałszu popełnione na stanowisku powiatowego komendanta WFiPW w Borszczowie. 27 grudnia 1933 szef Biura Personalnego Ministerstwa Spraw Wojskowych, pułkownik Ignacy Misiąg wydał, w imieniu ministra, zarządzenie o bezzwłocznym zwolnieniu skazanego ze służby czynnej i przez właściwą PKU z obowiązku wojskowego oraz skreślenie go z list oficerskich. 20 stycznia 1934 kapitan Kowalski został powiadomiony o wspomnianym zarządzeniu, lecz odmówił oddania orderu Virtuti Militari i legitymacji.
W 1937 pomocnik komendanta 1 Szpitala Okręgowego w Warszawie, major Stanisław Kęsek zwrócił się pismem nr 952/37/S z prośbą do Kapituły Orderu Virtuti Militari o „podanie aktualnego adresu kawalera Orderu Virtuti Militari Kowalskiego Władysława zamieszkałego w 1937 w m. Nadwórna ul. 3 Maja nr 78” z uwagi na to, że był on „dłużnikiem Skarbu Państwa za leczenie szpitalne”. Odpowiedź została udzielona telefonicznie 21 czerwca 1939.
Następnie rozpoczął pracę w warszawskim oddziale holenderskiej firmy „Philips”. Już w wojsku, a następnie w pracy, potrafił utrzymywać dobre relacje ze swoimi podwładnymi i współpracownikami żydowskiego pochodzenia.

### II wojna światowa
Podczas II wojny światowej brał czynny udział w obronie Warszawy przed Niemcami w 1939 r., ale dostał się do niewoli. W związku z zajmowanym stanowiskiem i znaczeniem, jakie pełnił w warszawskim oddziale Philipsa, został następnie zwolniony.

#### Bruno Boral; pierwszy ocalony
Latem 1940 r. udzielił pomocy Brunonowi Boralowi, Żydowi, który zaczepił Kowalskiego na ulicy, prosząc o coś do jedzenia. W odpowiedzi Władysław zabrał Brunona do swojego domu przy ulicy Pańskiej 111. Kowalski zdobył dla Borala fałszywe dokumenty, zorganizował meldunek na Pradze oraz zatrudnienie w firmie „Philips”.

#### Getto w Warszawie
Od początku powstania getta warszawskiego pracownicy „Philipsa”, w tym również Kowalski, angażowali się w niesienie pomocy byłym współpracownikom, zmuszonym do zamieszkania na jego obszarze. Oficjalnie wchodził do getta ze specjalną przepustką w ramach obowiązków służbowych, która zapewniała mu swobodne wejście, przemieszczanie się i wyjście. Dzięki temu mógł przemycać za mury żywność i lekarstwa, a ludzi z getta wyprowadzać w przeciwnym kierunku. Pretekstem Kowalskiego do wyciągania odpowiednich osób było egzekwowanie należności wekslowych i długów należnych firmie. W rzeczywistości wyszukiwał osoby, które z pomocą „Philipsa” mogłyby wydostać się z getta i ukryć. Po przejściu na bezpieczną stronę umieszczał ratowane osoby w kryjówkach. W lipcu 1941 r. wydostał z warszawskiego getta znajomego z pracy, Seweryna Sznajdermana wraz z żoną Zulą i córką Basią, po czym ulokował ich w mieszkaniu Tadeusza Szadkowskiego przy ulicy Radzymińskiej.

#### Rodzina Rubinów
W sierpniu 1941 r. Kowalski usłyszał jęki dochodzące z gruzów zrujnowanej warszawskiej kamienicy. Po bliższym przyjrzeniu się odkrył, że ukrywało się tam troje rodzeństwa z rodziny Rubinów (adwokat Filip, jego siostra Karolina oraz brat Jankiel i jego żona Balbina). Kowalski najpierw zabrał ich do swojego mieszkania, jednak po kilku miesiącach musiał znaleźć oddzielne schronienia dla Filipa i Jankiela ze względu na ich głośne kłótnie i związane z tym niebezpieczeństwo.

#### Rodzina Rozenów
Jesienią 1942 r., z pomocą Piotra Bojki, wydostał z getta w Izbicy rodzinę Rozenów, pochodzącą z Zamościa. Byli to Chaim, Ada, ich córka Malwina oraz siostra Chaima, Wanda. Następnie przetransportował całą rodzinę do Warszawy i umieścił w mieszkaniu swojego przyjaciela Zdzisława Szczepanowskiego przy ulicy Jasnej 5.

#### Siódemka
W lutym 1943 r. wyprowadził z warszawskiego getta 7 osób. Byli to Józef i Rachela Tylia, Lea Bucholc, Aron i Helena Bialer, a także Mieczysław i Barbara Rezyk. Tyliów umieścił w mieszkaniu Jana Babeckiego przy ul. Tamka 11, natomiast Leę Bucholc przetransportował do swojej znajomej Franciszki Majewskiej, mieszkającej w Tarczynie koło Warszawy. Bialerów i Rezyków wprowadził do swojego mieszkania w Warszawie. Czterech z uratowanych cierpiało z powodu poważnego niedożywienia, zostało rannych i posiniaczonych w wyniku pobicia. Wszyscy stopniowo wrócili do zdrowia.

#### Praga
Latem 1943 r. został poinformowany o ciężkiej sytuacji grupy ośmiorga Żydów, ukrywających się na Pradze przy ul.Ząbkowskiej, którzy byli szantażowani przez Polaka, kolaborującego z Niemcami. Kowalski stopniowo sprowadził do swojego mieszkania Romana i Cyporę Fiszer, siostrę Romana, Binę Bergmanową, jego brata Mordechaja z narzeczoną Tusią Sakowicz, Seweryna i Wandę Waholder oraz Barucha Goldfarba.

#### Kryjówka na ulicy Pańskiej 111

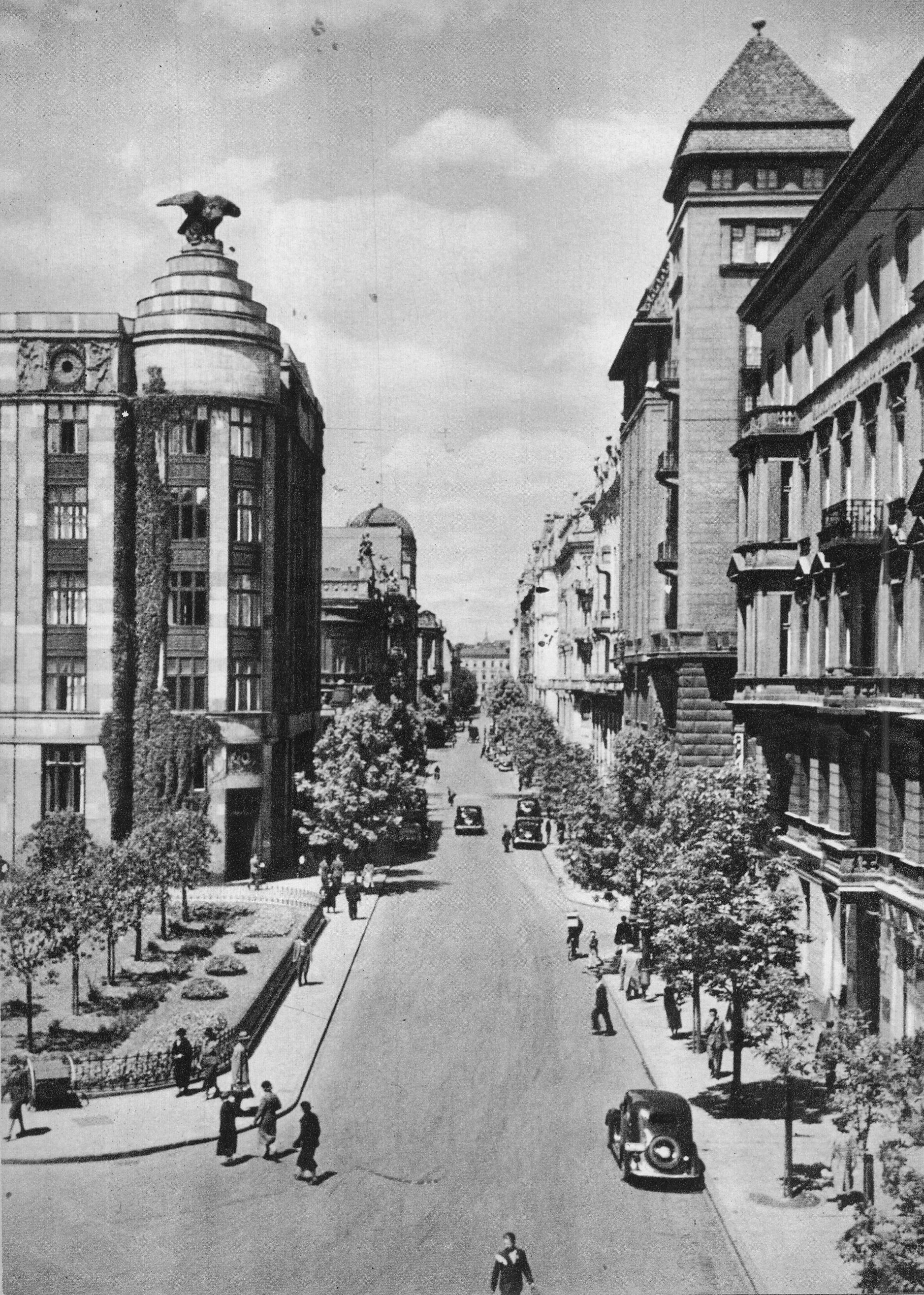
Ulica Jasna w Warszawie, przy której Kowalski ukrywał część Żydów

Wraz z przeprowadzaniem ósemki do mieszkania Kowalskiego powstała potrzeba stworzenia dla nich bezpiecznej kryjówki. Od lata 1943 r. ukrywało się tam dwanaście osób. Z pomocą Romana Fiszera wybudowano nową, fałszywą ścianę przez całą długość jednego z pokoi. Za nią Żydzi mieli swoją kryjówkę.

#### Utrzymanie i rewizje
Początkowo Żydzi dokładali się do kosztów utrzymania, jednak wkrótce ich oszczędności się wyczerpały. Wtedy Kowalski zorganizował u siebie produkcję zabawek, które sprzedawał później w sklepach zabawkowych. Między wrześniem 1943 r. a końcem lipca 1944 r. mieszkanie Kowalskiego było trzykrotnie rewidowane przez Niemców, po ostatnim razie trafił na posterunek Gestapo. Dzięki znajomościom został wkrótce wypuszczony, a kryjówka nigdy nie została odkryta

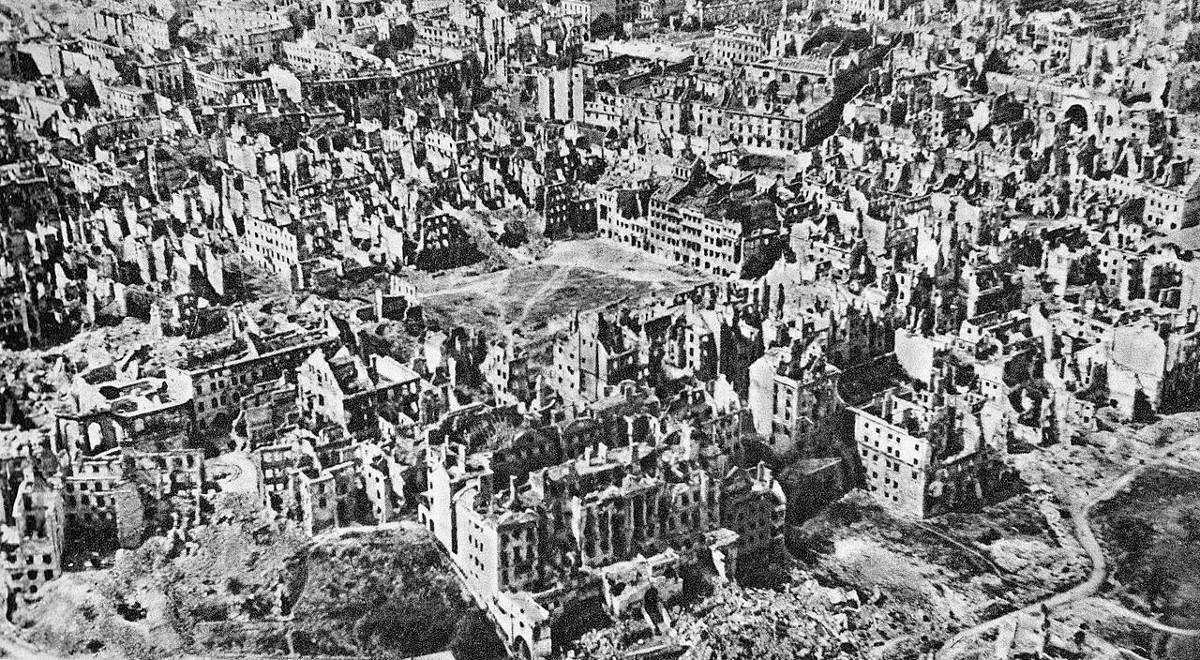
Warszawa, styczeń 1945

#### Powstanie warszawskie
W czasie powstania w sierpniu 1944 r. mieszkanie Kowalskiego przy ulicy Pańskiej 111 zostało zbombardowane. Ukrywani zeszli do piwnicy, jednak musieli się szybko stamtąd ewakuować. Kierowana przez Kowalskiego grupa przenosiła się z miejsca na miejsce w poszukiwaniu schronienia w podziemiach przypadkowych budynków. Podczas wędrówki do grupy przyłączyło się 30 osób. Wśród nich znaleźli się lekarze Zew i Helena Beck, Jakub Karol, Szaja, Ruth i Liwia Ginsburgowie, Roman i Chana Noszczykowie, Menachem i Chana Justinowie, lekarz Baruch Dżima, Karolina i Jakub Markowie, Pola Gleniec, Zygfryd i Bronka Rosłańcowie, Adam i Ela Czareccy, Joachim i Chawa Stachowie, Izaak i Mela Szerowie, Abraham Szabaton z wnukiem Kubą Szabatonem, Gienek Szabaton z żoną Bronką i Henek Szabaton z żoną Miriam (synowie Abrahama Szabatona) oraz bracia Adam i Natan Knoblochowie. Dołączyli także ci, których Kowalski umieścił wcześniej u znajomych. Przed upadkiem powstania grupa, którą opiekował się Kowalski liczyła 56 osób.

#### Przetrwanie po zakończeniu powstania
W październiku 1944 r. wszyscy z 56-osobowej grupy pozostali razem w kryjówce w niemal wyludnionej Warszawie. Był to zorganizowany przez Kowalskiego bunkier w piwnicach zbombardowanego domu przy ulicy Siennej 20/22. Członkowie grupy zamurowali okna, wykopali przekop do kanału, który miał służyć ucieczce w razie niebezpieczeństwa, a także zbudowali piec do gotowania i wychodek. Mimo że pobyt był przewidywany na dwa-trzy tygodnie, Kowalski spędził tam z grupą ukrywanych kilka miesięcy, do wyzwolenia Warszawy przez Armię Czerwoną w styczniu 1945 r. Po szybkim wyczerpaniu się zapasów żywności, grupa żywiła się wodą z cukrem i tabletkami witaminy „C”. W tym czasie jeden z ukrywających się, Mordechaj Fiszer, zmarł. Został pochowany w bunkrze. Ukrywający się opuścili kryjówkę 19 stycznia 1945.

### Dalsze losy

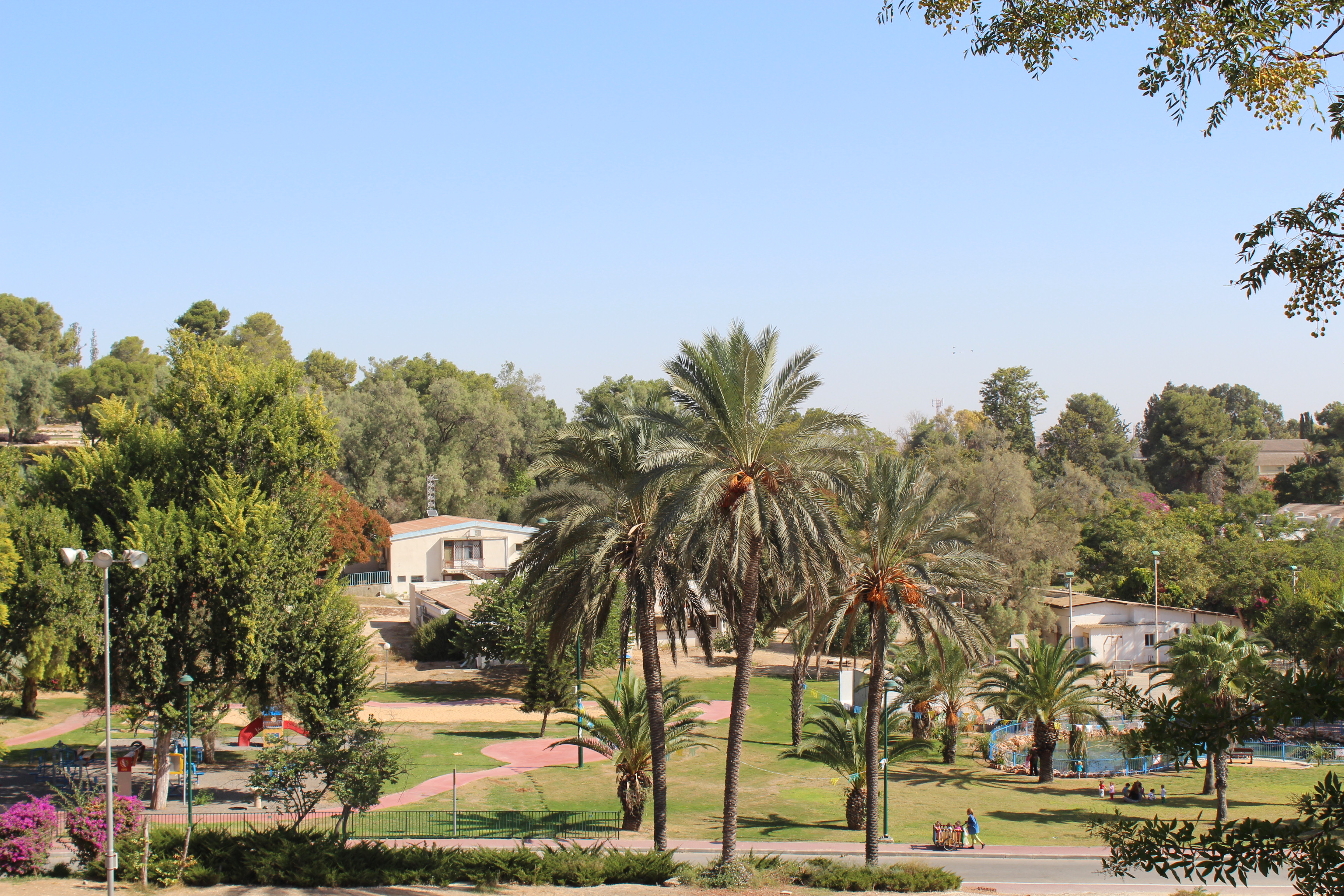
Kibuc Jad Mordechaj w Izraelu

Większość Żydów uratowanych przez Kowalskiego wyjechała do Łodzi, a później wyemigrowała za granicę, m.in. do Izraela, Kanady, Stanów Zjednoczonych, Francji, Belgii i Brazylii. Po zakończeniu działań wojennych Kowalski utrzymał kontakt z Romanem i Cyporą Fiszer, Biną Bergmanową, Adamem i Elą Czareckimi, Mieczysławem i Barbarą Rezyk, Zygfrydem i Bronką Rosłaniec. W 1947 r. zawarł związek małżeński z uratowaną Leą Bucholc. Dziesięć lat później razem z małżonką wyjechał do Izraela, gdzie przyszła na świat ich córka, Miriam. W 1962 r. rozpoczął pracę w Instytucie Jad Waszem.
4 czerwca 1963 r. Władysław Kowalski został jako czwarty Polak odznaczony medalem Sprawiedliwy wśród Narodów Świata. W Ogrodzie Sprawiedliwych wśród Narodów Świata zostało posadzone drzewo poświęcone jego pamięci.
Zmarł w Izraelu, 3 lutego 1971 r. i został pochowany w kibucu Jad Mordechaj.

### Lista ocalonych
Lista osób ocalonych przez Władysława Kowalskiego
1. Natan Knobloch
2. Adam Knobloch
3. Miriam Szabaton
4. Henek Szabaton
5. Bronka Szabaton
6. Gienek Szabaton
7. Kuba Szabaton
8. Abraham Szabaton
9. Mela Szer
10. Izaak Szer
11. Chawa Stach
12. Joachim Stach
13. Elżbieta Czerecka
14. Adam Czerecki
15. Bronka Rosłaniec
16. Pola Gleniec
17. Karolina Marek
18. Baruch Dżima
19. Chana Justin
20. Menachem Justin
21. Chana Noszczyk
22. Roman Noszczyk
23. Liwia Ginsburg
24. Ruth Ginsburg
25. Szaja Ginsburg
26. Jakub Karol (zm. 1 stycznia 1954)
27. Helena Beck (zm. 1 stycznia 1949)
28. Zew Beck (zm. 1 stycznia 1949)
29. Jakub Marek
30. Zygfryd Rosłaniec
31. Baruch Goldfarb
32. Wanda Waholder
33. Seweryn Waholder (zm. 1 stycznia 1944 w Warszawie)
34. Tusia Sakowicz
35. Mordechaj Fiszer (zm. styczeń 1945 w Warszawie)
36. Bina Bergmanowa z d. Fiszer
37. Cypora Fiszer z d. Trachtenberg (ur. 31 stycznia 1919)
38. Roman Fiszer
39. Lea Bucholc
40. Rachel Tylia
41. Józef Tylia
42. Barbara Rezyk
43. Mieczysław Rezyk
44. Helena Bialer
45. Aron Bialer
46. Wanda Rozen
47. Malwina Rozen
48. Ada Rozen
49. Chaim Rozen
50. Basia Sznajderman
51. Zula Sznajderman
52. Seweryn Sznajderman
53. Balbina Rubin
54. Jankiel Rubin
55. Karolina Rubin
56. Filip Rubin
57. Bruno Boral

## Ordery i odznaczenia
- Krzyż Srebrny Orderu Wojskowego Virtuti Militari nr 4682[31][32][33]
- Krzyż Walecznych trzykrotnie[33]
- Amarantowa wstążka trzykrotnie[34]
- Medal Pamiątkowy za Wojnę 1918–1921[34]
- Medal Dziesięciolecia Odzyskanej Niepodległości[34]

21 czerwca 1936 Komitet Krzyża i Medalu Niepodległości odrzucił wniosek o nadanie mu medalu „z powodu ujemnej opinii”.